# Felipe Gedoz
Felipe Gedoz da Conceição (ur. 12 lipca 1993) – brazylijski piłkarz występujący na pozycji pomocnika w Athletico Paranaense.